# 布氏鯔
布氏鯔為輻鰭魚綱鯔形目鯔科的其中一種，分布於太平洋的東加及斐濟海域，體長可達19.4公分，棲息在沿岸海域。

## 擴展閱讀
維基物種上的相關：布氏鯔